# Родригу-ди-Фрейтас
Родригу-ди-Фрейтас (порт. Lagoa Rodrigo de Freitas) — лагуна на территории города Рио-де-Жанейро.
Названа в честь Родригу ди Фрейтаса Карвалью, военного XVIII века. Среди жителей Рио лагуна известна просто как Лагоа (буквально — «озеро»). В 1920 году лагуна была соединена с океаном с помощью канала, проходящим между районами Ипанема и Леблон.
Родригу-ди-Фрейтас является олимпийским объектом 2016 года, где прошли соревнования по академической гребле и среди каноистов.

## Галерея
- Лагуна в 1884 году (Никола Антонио Факкинетти[порт.])
- Современное фото
- Ночная панорама (фото 2010 года)
- Вид на лагуну с ипподрома Гавеи[порт.]
- Рождественская ёлка в центре лагуны